# Pat Earles
Patrick John Earles (sinh ngày 22 tháng 3 năm 1955 ở Titchfield, Hampshire) là một cựu cầu thủ bóng đá người Anh thi đấu ở vị trí tiền đạo ở Football League cho Southampton và Reading. Ông là thành viên của đội hình Southampton vào đến Chung kết Cúp FA 1976, và có hơn 250 lần ra sân cho Reading, ghi 85 goals, và giúp câu lạc bộ vô địch Fourth Division năm 1979.
Sau đó ông có một thời gian tham gia bóng đá non-league, với các câu lạc bộ bao gồm Road-Sea Southampton và Bognor Regis Town.
Earles làm việc ở vị trí sĩ quan theo dõi tù nhân được đặc xá cho Cục Đặc xá Hampshire.